# Søren Thorborg
Søren Frederik Thorborg (Barrit, Hedensted, Jutlàndia Central, 10 de març de 1889 – Gilleleje, Gribskov, Hovedstaden, 31 de juliol de 1979) va ser un gimnasta artístic danès que va competir a començaments del segle xx.
El 1912 va prendre part en els Jocs Olímpics d'Estocolm, on va guanyar la medalla de plata en el concurs per equips, sistema suec del programa de gimnàstica.